# Prefectura de Mambéré-Kadéï
Mambéré-Kadéï (también llamada Haute-Sangha) es una de las 14 prefecturas de la República Centroafricana. Está situada en el oeste del país, junto con Camerún. Su capital es Berbérati. Linda con las prefecturas de Nana-Mambéré al norte, Ombella-M'Poko al noreste, Lobaye al este, y Sangha-Mbaéré al sur.
Además de Berbérati, también son importantes las ciudades de Gamboula, en la frontera camerunesa, y Carnot, a orillas del río Mambéré.
Mambéré-Kadéï recibe el nombre de los dos ríos principales que la atraviesan: el río Mambéré (norte) y el río Kadéï (oeste). También hay que destacar los ríos Sangha y Lobaye.
- Datos: Q848567